# Quartier de Belleville
Pour les articles homonymes, voir Belleville.
Le quartier de Belleville est le 77e quartier administratif de Paris situé dans le 20e arrondissement.
Dans les représentations des Parisiens, le « quartier de Belleville » est plus vaste. Il recouvre le territoire de l'ancienne commune de Belleville, qui était située de part et d'autre de l'actuelle rue de Belleville, à cheval sur les 19e et 20e arrondissements de la ville de Paris et, au-delà, une partie de l'ancienne Courtille, de part et d'autre de la rue du Faubourg-du-Temple.

## Limites du quartier

Quartier administratif de Belleville.

Plan des quartiers administratifs du, avec le quartier de Belleville au nord-ouest.

Administrativement, le quartier de Belleville est limité aujourd’hui par l’axe des rues de Belleville, Pixérécourt, de Ménilmontant, et du boulevard de Belleville. Les limites du quartier administratif actuel ne correspondent cependant pas à celles de l'ancienne commune de Belleville, annexée par Paris en 1860, qui s'étendait sur la moitié nord de l'actuel 20e arrondissement, mais aussi sur la moitié sud de l'actuel 19e arrondissement. On parle souvent, encore aujourd'hui, du quartier de Belleville en désignant non seulement le quartier administratif, mais aussi le secteur qui correspond approximativement aux limites de l'ancienne commune, ainsi que des rues proches des 10e et 11e arrondissements situées dans le faubourg du Temple.
Par ailleurs, le territoire du conseil de quartier de Belleville 20e, est légèrement moins étendu que le quartier administratif du même nom. Sa limite à l'Est épousait la rue des Pyrénées jusqu'en septembre 2014 quand la mairie du 20e arrondissement a décidé d'étendre le territoire du conseil de quartier de Belleville jusqu'à la rue de Pelleport, transférant une partie du territoire du conseil de quartier Pelleport–Télégraphe–Saint-Fargeau vers celui de Belleville.

## Historique

### Sous l'Ancien Régime

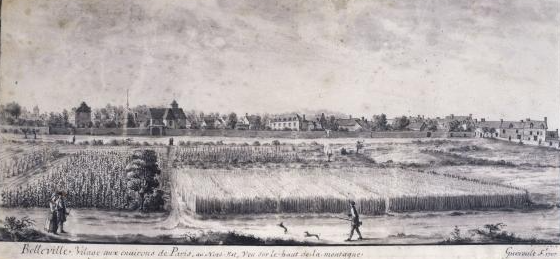
Belleville en 1707.

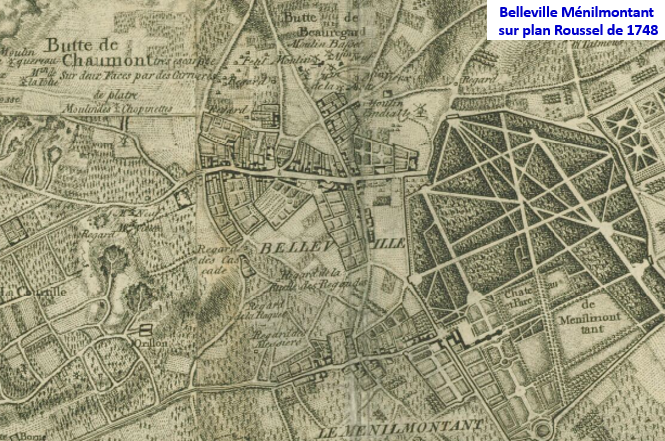
Belleville et Ménilmontant sur le plan Roussel de 1748. Partie haute et versant du coteau.

Au Moyen-Âge, le territoire de Belleville était couvert de labours, de vignes, de pâturages sur le « Mont chauve » (emplacement du parc des Buttes Chaumont) et sur la butte de Beauregard (carrières d'Amérique, emplacement du quartier de Mouzaïa)  et de bois, vestiges d’une  ancienne forêt gauloise ou préceltique subsistant  à la fin  du XVIIIe siècle au nord de la rue de Romainville dont la rue des Bois, la rue de l’Orme et la villa du Bois-d'Orme conservent le souvenir et au nord du parc Saint-Fargeau. Les premières carrières creusées à partir des  XIIIe siècle et XIVe siècle sur les hauteurs de Chaumont et de Beauregard s’étendent du XVIIe siècle au XVIIIe siècle  remplaçant les troupeaux de moutons. D’autres carrières concurrencent les vignes sur les pentes du coteau, notamment entre les actuelles rue Bisson et des Couronnes (carrière du Mississipi exploitée jusqu’au XVIIIe siècle  où s’installent en 1817  les « montagnes russes de Belleville »), sous la rue Piat à l’emplacement de l’actuel  parc de Belleville, autour de l’actuelle rue des Plâtrières, autour de l’actuelle rue Delaitre.
Plusieurs sites sont à l’origine du village, commune puis quartier de Belleville (dans les 19e et 20e arrondissement de part et d'autre de la rue de Belleville).
- Le premier apparu, Savies, est un mesnil, donné par  Charles le Chauve  en 862  à l’abbaye de Saint-Denis dans un domaine qu’il y possédait . D’autres congrégations religieuses bénéficient de donations royales, vignes, terres, pressoirs, l’abbaye de Saint-Magloire par Lothaire et Louis V en 980, l’abbaye de Saint-Victor par Louis VI en 1113, le prieuré de Saint-Eloy et les bénédictines de Montmartre par Louis VII en 1140. La plus importante est la dotation par Henri Ier en 1060 à la l'abbaye Saint-Martin-des-Champs d’un important domaine comprenant des terres entre les actuelles rues de Belleville et des Couronnes avec une ferme située à l’emplacement de la cour de la Métairie qui conservera son de ferme de Savies jusqu'à sa destruction en 1913, des jardins et une maison à la Courtille Saint-Martin (angle des rues du Faubourg-du-Temple et Bichat)[3].
- Le hameau de La Courtille-Saint-Martin se forme à partir XIIIe siècle par la construction de demeures de riches bourgeois de Paris  au milieu de jardins potagers, les courtils, dépendant des religieux du Temple. La construction de l’enceinte de Charles V fait de la Courtille un faubourg de Paris (faubourg du Temple). Au cours de la guerre de Cent ans, les domaines bourgeois et ecclésiastiques sont morcelés et convertis en vignes produisant un vin clairet le « guinguet ». Des cabarets, les guinguettes, s’y établissent, délivrant ce vin médiocre, exemptées des droits sur le vin appliqués à l’intérieur de Paris et La Courtille devient un quartier de divertissements[4]. Le mur des Fermiers généraux divise la Courtille en Basse Courtille (faubourg du Temple) soumise aux taxes à l’intérieur de la ville et Haute Courtille (en bas de l’actuelle rue de Belleville jusqu’à la rue de Tourtille) de part et d’autre de la barrière de la Courtille établie en 1788. Après 1789, les guinguettes prospèrent à la haute Courtille exonérée de taxes. De la Courtille, à partir de 1822 et durant une quarantaine d'années, partait le matin du mercredi des Cendres la parade carnavalesque de la descente de la Courtille. Elle fut un évènement célèbre du Carnaval de Paris. Reparu en 1998, le cortège carnavalesque de la Promenade du Bœuf Gras emprunte chaque année depuis 1999 une partie du parcours de la descente de la Courtille.
- Le village de Poitronville qui deviendra le cœur de Belleville, peut-être du nom d’un seigneur « Poitron », apparaît au XIIe siècle sur le versant de la butte de Beauregard à un emplacement situé entre la rue de Belleville et la place de Fêtes. Poitronville dépendait de la paroisse Saint-Merry et le « seigneur de Maulny et des Bruyères » dont le manoir était situé près de l’actuelle porte des Lilas y exerçait sa juridiction ainsi que sur le hameau de Ménilmontant. Le nom de Belleville désignant la localité apparaît une première fois en 1451 et remplace celui de Pointronville à partir duXVe siècle. Le village dévasté par des combats livrés en 1436 pendant la guerre de Cent ans, se développe ensuite sous le règne de François Ier le long du chemin de Paris à Romainville (rue de Belleville). Une chapelle dédiée à saint Jean-Baptiste et saint Blaise est bâtie en 1543 pour éviter aux habitants un long déplacement jusqu’à l’église Saint-Merry au centre de Paris. Cette chapelle est remplacée en 1635 par une église[5].
- La « forêt Maudam » offerte par Charles le Chauve à l’abbaye de Saint-Denis aurait donné son nom au hameau de Ménilmontant bâti auprès de ce bois, par déformation de « Maudam » en « Mautemps » d'où Mesnil Mautemps ou demeure du mauvais temps puis en Ménilmontant en raison de sa situation en hauteur. Le coteau était planté de vignes notamment celles du Val Panoyau (rue des Panoyaux), celles du domaine de l’Orillon. Les religieux de Sainte-Croix de la Bretonnerie y acquièrent en 1449  une demeure entourée de 2 hectares de terres en haut de la côte. Une statue de la Vierge était vénérée dans cette maison du Clos du Mesnil Mautemps, sous le nom de Notre Dame de la Croix. La statue transférée à l’église de Bagnolet sous la Révolution donne son nom à l’église du quartier. Le clos et le hameau dépendaient de la paroisse de Bahnolet et étaient sous la juridiction du seigneur de Maulny et des Bruyères. Après la guerre de Cent ans, une seigneurie vassale du fief de Maulny y est constituée. Son domaine était celui du parc de Saint-Fargeau d'une superficie d'environ 50 hectares où un manoir est construit au début du  XVIe siècle à proximité du hameau, à l'angle des actuelles rue Pelleport et Saint-Fargeau[6]. Ce parc était séparé sur sa bordure est de celui du château des Bruyères par un mur d'enceinte situé à l'emplacement de la bordure extérieure de la future enceinte de Thiers construite en 1841-1844 démantelée en 1919, soit actuellement une ligne de la porte des Lilas à la porte de Ménilmontant entre le boulevard périphérique et la caserne Mortier se prolongeant par la rue des Fougères. Cette limite sera celle des communes de Belleville et de Bagnolet de 1792 à 1860 puis de la Ville de Paris avec cette commune lors de l'annexion de Belleville à Paris en 1860, enfin celle séparant Paris et Les Lilas à partir de la création de cette commune en 1867 qui détache de la commune de Bagnolet le territoire de l'ancien parc des Bruyères (aliéné en 1760).

### De 1790 à 1860

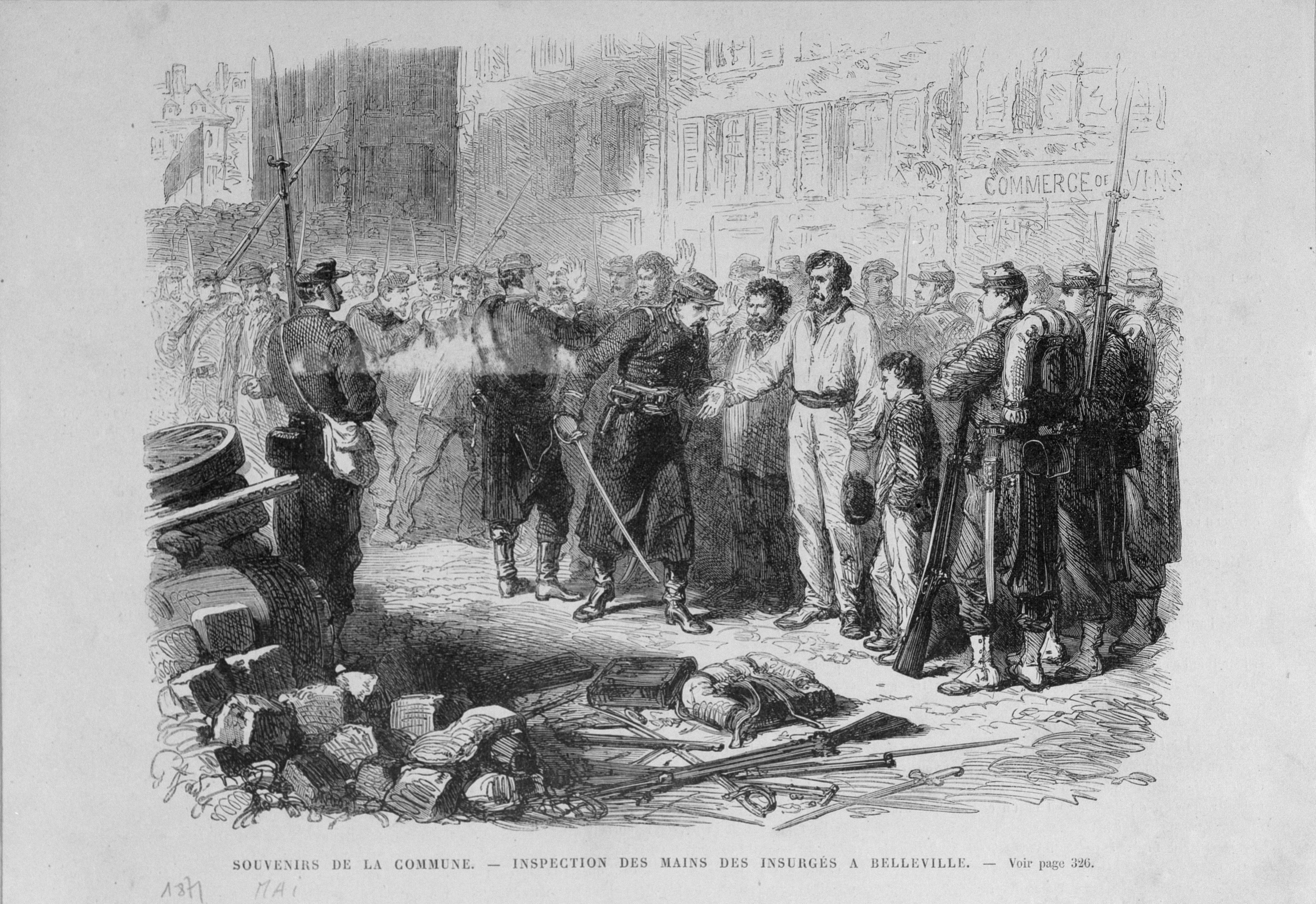
Inspection des mains des insurgés à Belleville à la fin de la Commune.

Le mur des Fermiers généraux construit en 1788 forme la limite de la Ville de Paris avec la commune de Belleville constituée en 1790.
Ce mur divise la Courtille en Basse Courtille soumise aux droits sur le vin à l'intérieur de la Ville de Paris et Haute Courtille exonérés de ces taxes perçues à la barrière de la Courtille ou de Belleville (à l'emplacement du croisement des rues de Belleville et du Faubourg du Temple, des boulevards de Belleville et de La Villette.
En 1792, le hameau de Ménilmontant comprenant le parc Saint-Fargeau qui dépendait de la commune de Bagnolet est rattaché à Belleville, ce qui fixe la limite entre les communes de Bagnolet et de Belleville à la partie est du mur d'enceinte de ce parc.
La commune rurale de Belleville devient, à partir des années 1830, une ville champignon où s'étendent des maisons hâtivement bâties dans lesquelles vivent en majorité des ouvriers chassés des quartiers centraux de la capitale par les travaux d'urbanisme.

## Tissu urbain de Belleville

### Héritage duXIXesiècle

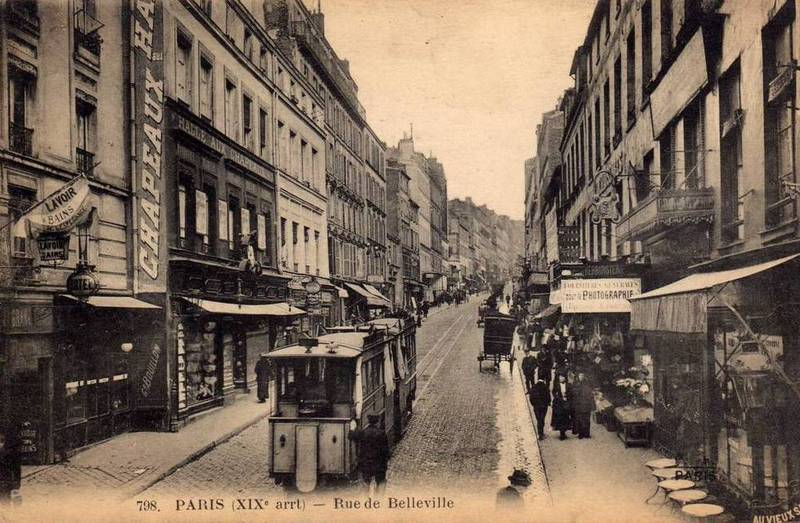
La rue de Belleville en 1910.
On voit au premier plan le tramway funiculaire de Belleville qui circula de 1891 à 1924.

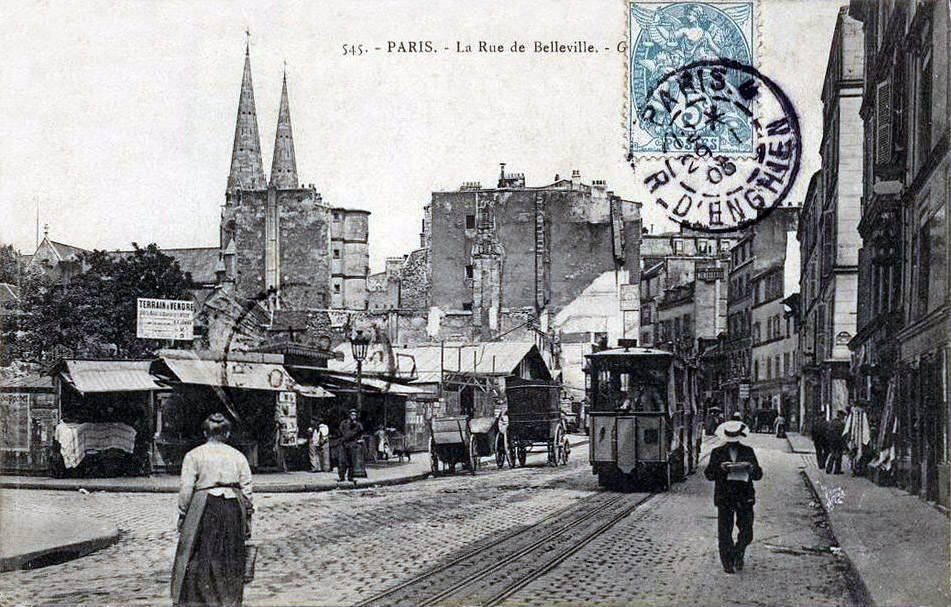
La rue de Belleville vers 1900, avec la rue de la Villette à gauche, et l'église Saint-Jean-Baptiste au fond.

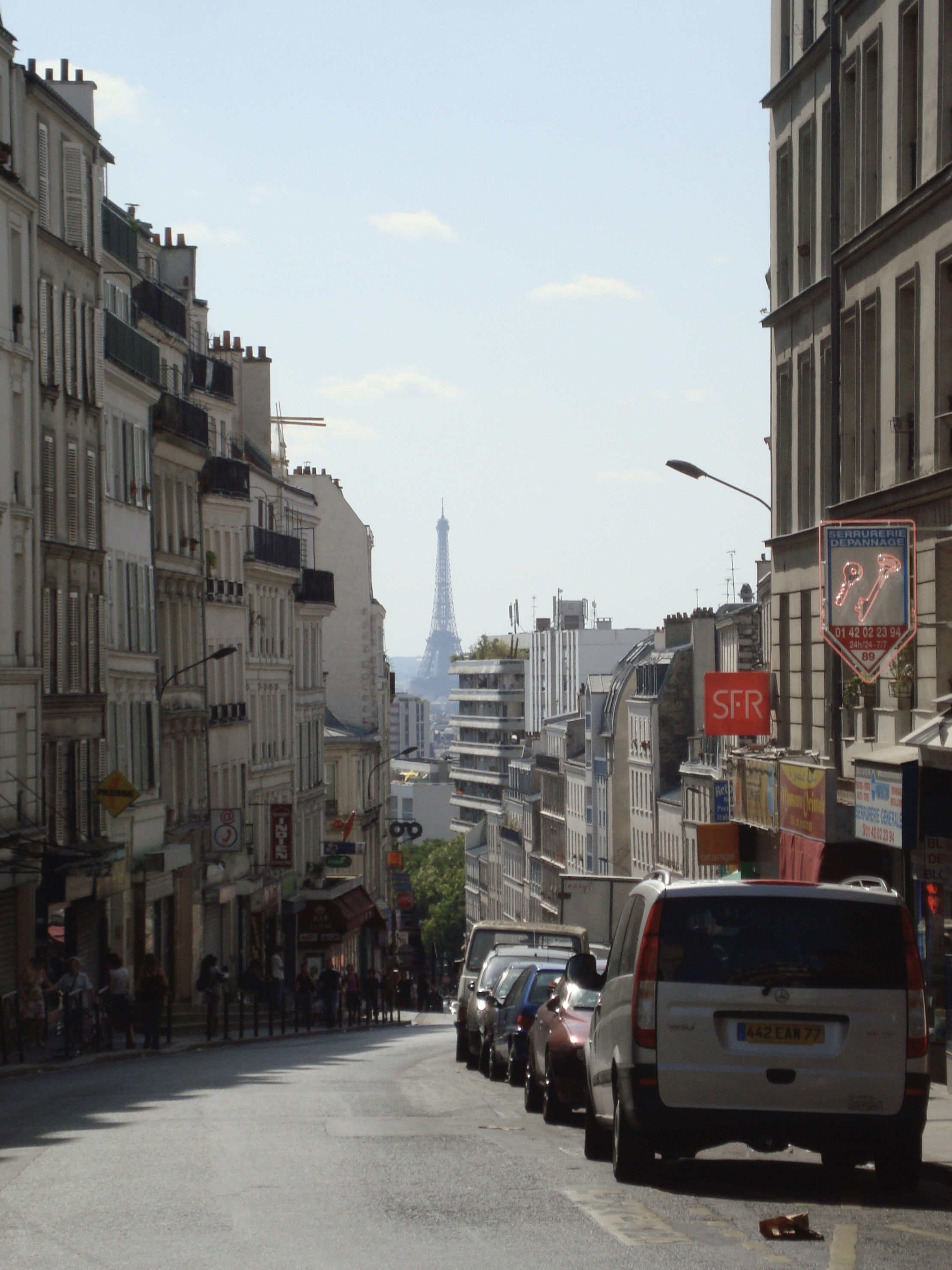
La rue de Belleville, vers l'ouest, en 2009.

Le tissu urbain le plus ancien encore existant date pour l'essentiel du milieu du XIXe siècle. À cette époque, la population ouvrière augmente fortement notamment dans les faubourgs qui entouraient la ville et qui sont inclus dans son périmètre après 1860. Le nouveau tissu urbain est né sur un terrain précédemment cultivé en vignoble. Les parcelles ont d’ailleurs encore aujourd'hui, une forme étroite et profonde, et sont disposées transversalement à la pente du terrain, selon l'ancienne orientation des vignobles.
L'habitat originel du faubourg est souvent caractérisé par sa mauvaise qualité générale. Une construction effectuée avec des matériaux peu coûteux en est à l'origine. Aussi, le faible entretien apporté par les propriétaires, qui n'avaient pas de ressources suffisantes dans un quartier à tissu social traditionnellement défavorisé, n'a guère contribué à la bonne conservation des édifices.
Pendant la première moitié du XXe siècle, la densification du quartier étant à son maximum, le mouvement immobilier de Belleville devient très faible, voire inexistant. Ce ralentissement de la construction explique aussi les mauvaises conditions de conservation du quartier au début des années 1960.

### Rénovation des années 1960-1970
L'année 1952 marque le début des opérations de rénovations urbaines menées par la ville de Paris. Différents îlots insalubres, identifiés dès 1909, font l'objet de vastes programmes d'aménagement. La première série d'opérations de rénovation concerne l'îlot no 4792 (1956-1965), le secteur de Couronnes (achevé à la fin des années 1960) et le secteur du Nouveau Belleville (achevé en 1975).
L'impact sur le tissu urbain n'est pas négligeable.
Le vieux bâti constitué d'immeubles de hauteur variant entre trois et cinq étages et de maisons basses desservies par de petites rues, des cours, des impasses et de multiples jardinets est décrit comme suit en 1953 par l’historien de Paris Jacques Hillairet : «Aucun coin de Paris n’a conservé autant que Belleville son caractère champêtre de commune suburbaine, aucun quartier n’a connu comme lui des paysages étonnants formés d’un lacis d’étroites ruelles qui s’enchevêtrent, où des poules  picorent, où des canards barbotent, où s’allument le soir des réverbères au gaz, des passages dont la largeur varie entre 0,60 et 2 mètres, des terrains vagues, des maisons grises d’un à deux étages seulement, des jardins abandonnés, des cours fermées par des petites barrières en bois» 
L'opération d'aménagement a presque entièrement rasé les îlots concernés. Dans le Nouveau Belleville, la hauteur moyenne des immeubles se situe entre dix et quinze étages. Le vieux parcellaire est complètement effacé, les étroits passages sont transformés en de amples allées et les barres et tours façonnent le paysage urbain du quartier. La multitude de petits espaces verts privés se mue en grands jardins collectifs tel le grand parc dit des Hauts de Belleville. Ce parc est aménagé en lieu et place d'un terrain en friche par où le grand écran fit passer en 1956 un petit garçon avec un ballon rouge.
Une belle terrasse à hauteur de la rue des Envierges, très approximativement à l'emplacement de l'ancien escalier de la rue Vilin (illustrée par les célèbres photos de Willy Ronis) confère une très belle vue sur Paris.

### Opérations des années 1980 et 1990
Un nouveau programme est conçu au début des années 1970. Il concerne deux îlots : le secteur « Faucheur-Envierges », à l'Est de la rue Piat et le secteur « Palikao », entre les rues Bisson, Belleville, Couronnes et Julien-Lacroix. La rénovation de ces deux îlots devait se faire sur le même principe que celle des îlots précédemment rénovés. Cependant en 1977, la mairie de Paris change en profondeur ses options d'urbanisme. Le nouveau fil directeur d'aménagement et d'urbanisme vise désormais à défendre la fonction résidentielle, opte pour la réhabilitation du parc ancien de logements, prévoit de développer les espaces verts, etc.

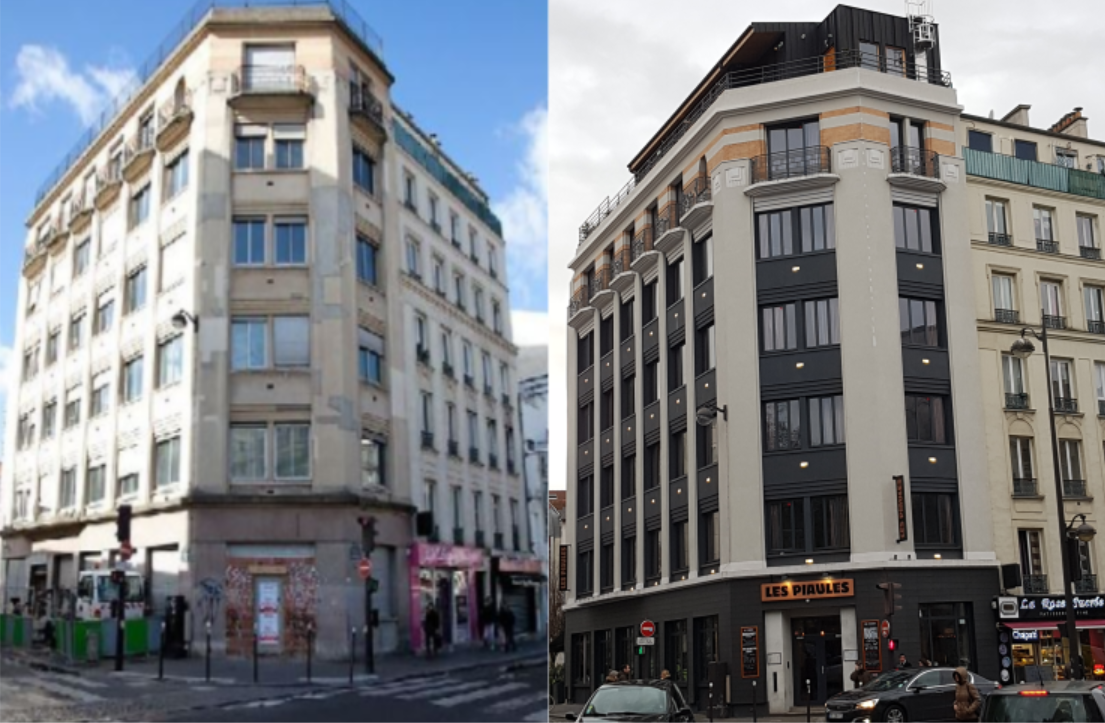
De l'immeuble résidentiel des années 1940 à l'auberge de jeunesse.

Si le projet « Faucheur-Envierges » a déjà commencé, le projet « Bisson-Palikao » fait, quant à lui, l'objet d'une profonde refonte suivant ces nouveaux principes d'urbanisme. Il est notamment envisagé de conserver les immeubles existants qui ne sont pas trop dégradés. La voirie fait l'objet de quelques améliorations tout en respectant l'ancien tracé. On cherche aussi à maintenir des fonctions économiques similaires, en prévoyant la réinstallation ou l'implantation d'activités industrielles et artisanales emblématiques du quartier. Une nouvelle opération publique d'aménagement, la ZAC, est utilisée. Elle étend désormais son périmètre jusqu'aux abords du nouveau parc envisagé, les jardins de Belleville.

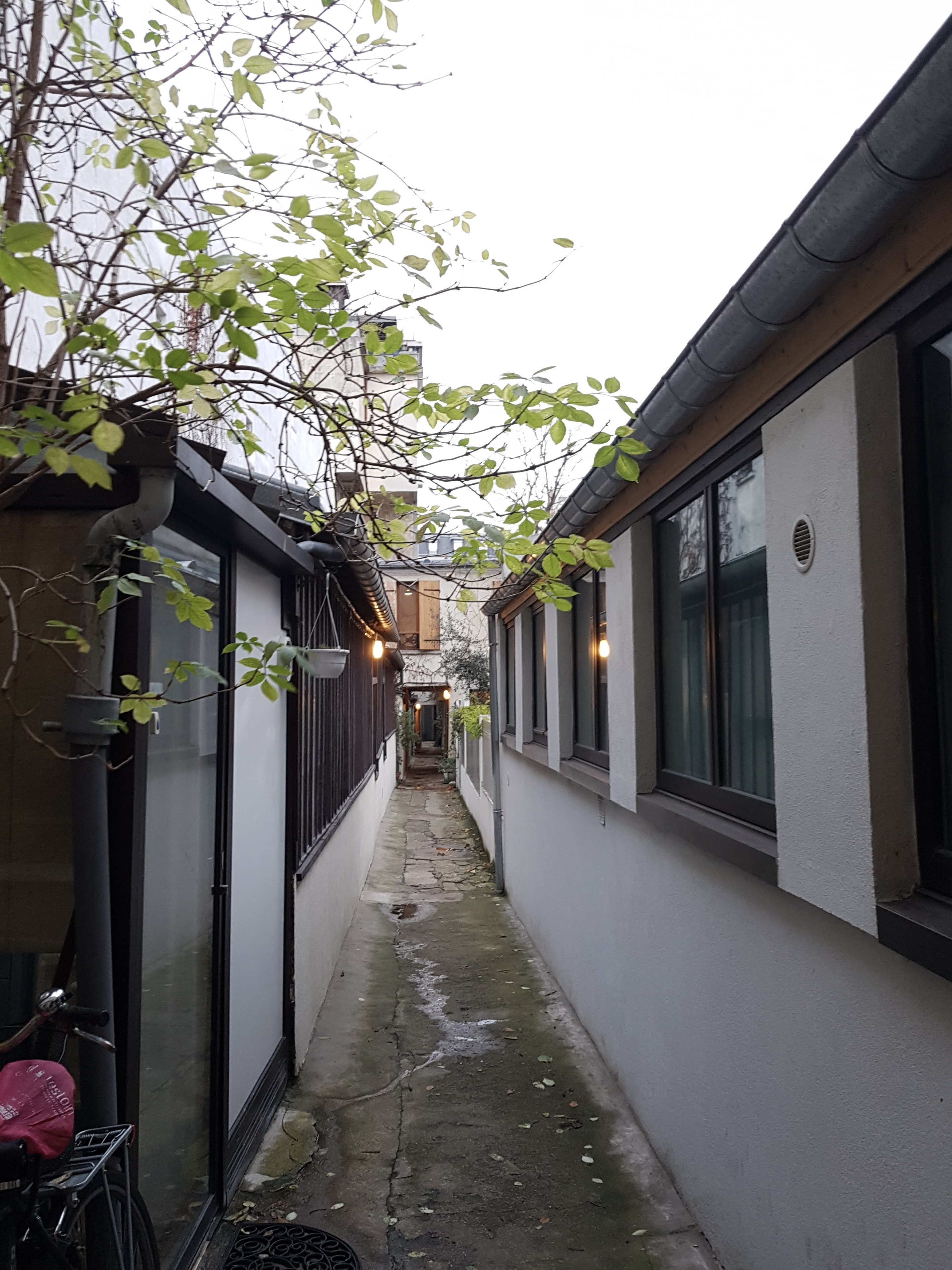
Exemple de cour réhabilitée pour des ateliers d'art, rue du Faubourg-du-Temple (décembre 2017).

Le secteur Ramponeau-Belleville, entre la rue Ramponeau, la rue de Belleville et le boulevard de Belleville, fait l'objet de nouveaux projets d'aménagement à la fin des années 1980. Le projet initial, prévoyant de nombreuses démolitions rencontre une forte opposition y compris au sein des services d'urbanisme de la ville. Au moment de la création par la Ville de la ZAC Ramponeau-Belleville, en 1990, le projet présenté est donc moins ambitieux, mais continue à privilégier une opération de rénovation profonde, voire totale du bâti. Si, lors des anciennes opérations, la participation des habitants a été très faible, cette fois une vraie mobilisation générale se crée au sein du quartier, emmenée par une association de quartier, La Bellevilleuse, qui critique fortement les partis pris d'aménagement.
En 1996, après sept ans de lutte, le maire de Paris Jean Tiberi décide de revoir le projet en associant La Bellevilleuse. Dix-huit mois de négociations permettent enfin d'aboutir à un compromis et le vote à l'unanimité par le Conseil de Paris en juin 1998 du nouveau projet. Quatre-vingts pour cent des immeubles ont été sauvés et les habitants relogés en totalité. Les constructions neuves (uniquement des logements sociaux) sont en harmonie avec les bâtiments anciens ; les immeubles anciens sont réhabilités par l'OPAC (logements sociaux) ou subventionnés dans le cadre de l'OPAH.

### Époque contemporaine: un paysage urbain contrasté
Les rénovations successives, avec notamment la construction d'immeubles de grande taille en béton dans certaines zones, ont créé de forts contrastes paysagers dans le quartier. En effet, dans le bas Belleville, ces immeubles côtoient des maisons faubouriennes et des immeubles de rapport, ainsi que de nombreux ateliers, des ruelles et des passages. Cette organisation conserve la mémoire du double passé de Belleville, rural et ouvrier.
L'installation récente d'un magasin Sephora sur le boulevard de Belleville n'a pas manqué d'alimenter les polémiques de gentrification du quartier. Cet embourgeoisement urbain se manifeste par une multiplication de bars branchés, d'immeubles de standing et de boutiques bio. On note également une réappropriation des anciennes cours artisanales des faubourgs par des artistes de classes aisées. Ces mutations sociales transforment le paysage urbain du quartier. Une grande partie de Belleville demeure pourtant un quartier prioritaire, avec un taux de pauvreté de 31 % en 2018 contre 15 % en moyenne pour la ville de Paris.

## Vie du quartier
Depuis longtemps, le quartier de Belleville-Ménilmontant est un quartier d'accueil pour migrants. Dès la fin de la guerre de 1914-1918, les premières vagues de migration peuvent être observées : Polonais, Arméniens et Juifs d'Europe centrale. Ces derniers souffrirent particulièrement pendant l'été 1942, lors des grandes rafles organisées conjointement par la police française et la Gestapo. Des rues complètes furent quasiment vidées de leurs habitants : les Vilin, Julien-Lacroix…
À partir de 1950, plusieurs autres vagues d'immigration de la communauté juive tunisienne en font le premier quartier juif de Paris. Aujourd'hui encore, il reste une importante communauté juive de souche orientale. Dans les années 1960, ce sont les communautés maghrébines qui s'y installent.
Dans les années 1980, une importante communauté asiatique s'y implante. On y trouve de nombreux restaurants et associations ainsi que des magasins de produits chinois. Les dernières décennies, des communautés des Antilles, de l'Afrique subsaharienne et de Chine se sont installés au quartier, particulièrement au bas Belleville.
Sur un plan économique et déjà depuis 1820, Belleville est un quartier très industrieux avec d'innombrables petites entreprises industrielles et ateliers artisanaux. À l'époque, ces métiers se trouvaient rassemblés par domaines d'activité : petits métiers de Paris, chaussures, habillement, maroquinerie, machines-outils… Cette caractéristique fit de Belleville le premier quartier ouvrier et vit naître les tout premiers syndicats français (chapellerie, métallurgie, etc.).
Depuis plus de trente ans, la vie artistique est très active. On y trouve de nombreux ateliers, et tous les ans, au mois de mai, un week-end de portes ouvertes permet de les découvrir. Par exemple, la rue Denoyez regroupe plusieurs associations d'artistes. Des grapheurs se sont d'ailleurs emparés d'un mur aveugle de la rue pour y exercer leur talent. Les nombreux cinémas de quartier des années 1960 ont presque tous disparu, seul demeurant le MK2 Gambetta.
Un immense marché populaire occupe l'allée centrale du boulevard de Belleville, depuis la station de métro Belleville jusqu'à celle de Ménilmontant. Il s'y tient tous les mardis et vendredis matin.

## Belleville dans la culture

### Chanson

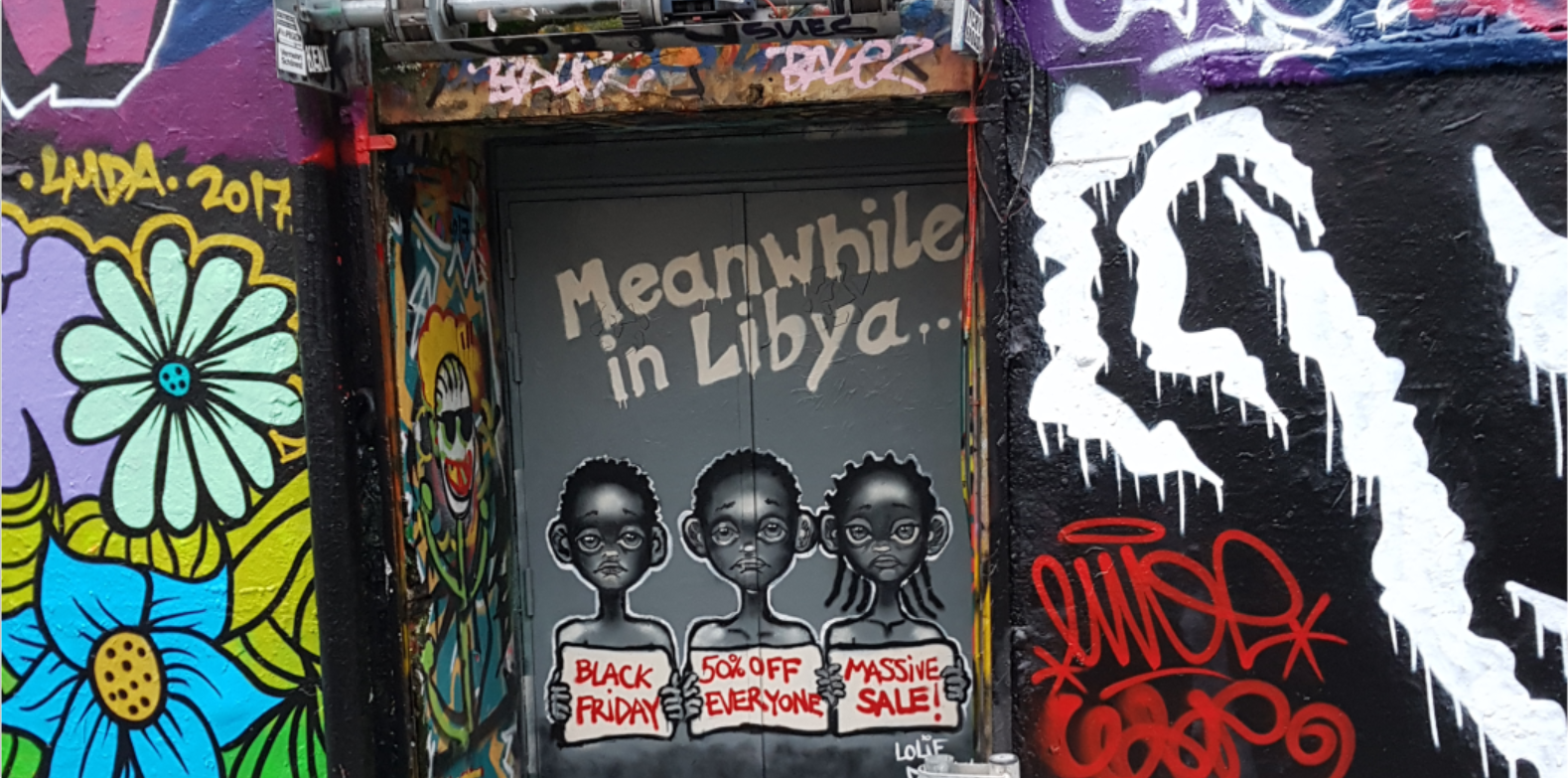
Graffitis rue Dénoyez (décembre 2017).

Édith Piaf et Maurice Chevalier ont été les deux plus célèbres personnes nées et ayant vécu à Belleville. Ils incarnent une sorte d'image traditionnelle du titi ou de la môme parisienne.
Le chanteur Eddy Mitchell, originaire de la place des Fêtes (haut de Belleville), évoque Belleville dans certaines de ces chansons : Nashville ou Belleville, La Dernière Séance, Et la voix d'Elvis, M'man, etc.
Le chanteur Leny Escudero évoque également le quartier dans sa chanson Ma rue de Belleville.
Le chanteur Soan a également écrit, sur son premier album, une chanson en hommage à ce quartier.
Django Reinhardt séjourna dans le quartier.

### Photographie
Entre 1930 et jusqu'à la fin des années 1960, Willy Ronis a photographié la vie quotidienne des gens de Belleville. Mais on ne saurait oublier Henri Guérard, natif de Belleville (tout comme son épouse, Eva Gonzalès) et qui a passé son existence à photographier son cher « village » (plus d'un millier de photos).

### Littérature
Le romancier Daniel Pennac a placé l'action de ses romans dans ce quartier (notamment La Saga Malaussène). Belleville est un quartier que l'on retrouve également dans les romans de Romain Gary comme La Vie devant soi et Au-delà de cette limite votre ticket n'est plus valable. En 2019, les rues du quartier de Belleville accueillent les personnages principaux du récit Félix et la Source invisible écrit par Eric-Emmanuel Schmitt.
Il convient également de citer l'écrivain Georges Perec qui passa les premières années de son enfance rue Vilin, où sa mère avait un salon de coiffure (immortalisé par Willy Ronis et sa célèbre photo des enfants sur l'escalier).
L'écrivain Clément Lépidis (de son vrai nom Kléanthis Tsélébidis) passa une partie de sa vie à écrire et décrire Belleville, Jo Privat et son bal musette. Christine Bravo, avant de faire carrière à la télévision, fut durant quatre ans maîtresse d’école élémentaire à Belleville. Elle relate son expérience sous forme de chroniques qui paraissent dans Libération et seront réunies plus tard dans le livre « Maîtresse à Belleville » (1984).
En 2019, Yannis Tsikalakis écrit « Belleville City », décrivant le microcosme urbain du quartier mythique de Belleville qui obéit à des lois bien particulières, à travers des personnages populaires dont on parle peu.
L'écrivain yiddish Benjamin Schlevin (1913-1981) a consacré en 1948 un roman à la vie des immigrés ashkénazes de Belleville, entre travail dans les ateliers, vie sociale dans les cafés du boulevard de Belleville (et notamment La Lumière de Belleville), et engagement politique. L'action se déroule entre 1920 et 1945. Ce roman, intitulé Les Juifs de Belleville, a été publié en traduction française intégrale en 2025.
Et combien de plus anonymes, plus simples tel Maurice Arnoult, bottier à Belleville et qui, en 1997, âgé de 89 ans trouvait encore la force d'écrire son métier et son « terroir » bellevillois.

### Cinéma
L'acteur Guy Marchand a habité Belleville et Odette Laure y passa une grande partie de sa jeunesse.
Les actions des films Le Ballon rouge, Dernier Domicile connu, Comme les autres, Shanghai-Belleville, Casque d'Or, Dieu est grand, je suis toute petite, Femme fatale, Jules et Jim, Un p'tit gars de Ménilmontant, L'Écume des jours se déroulent pour tout ou partie à Belleville (les tournages peuvent s’être effectués dans des lieux du quartier, ou ceux-ci avoir été reconstitués ailleurs). La Balance se déroule dans le « milieu » de Belleville.
La Marcheuse décrit la vie d'une prostituée chinoise qui se prostitue à Belleville.
Dans Le Flic de Belleville (2018, Rachid Bouchareb), Omar Sy incarne un policier natif du quartier qui décide de partir à Miami pour enquêter sur la mort d'un ami.

### Sport
Les joueurs de football Lassana Diarra et Seko Fofana sont originaires de Belleville.

## Accès
Le quartier de Belleville est desservi par les stations de métro Pyrénées, Jourdain, Belleville, Couronnes et Ménilmontant. De plus, rien qu'aux alentours du métro Belleville, plusieurs stations Vélib' complètent les moyens d'accès. S'y ajoutent plusieurs lignes de bus.